# Álvaro Lucas Tamareo Sosa
Álvaro Lucas Tamareo Sosa, mais conhecido apenas como Lucas Tamareo, nascido no Uruguai é um futebolista uruguaio que atua como volante. Atualmente, foi anunciado no América de Natal, mas ainda não chegou à Natal.

## Carreira
Lucas Tamareo atuou por cerca de 4 anos no Liverpool do Uruguai. Fez 74 partidas e marcou 2 gols no período de 2011 a 2014.
Atualmente, o uruguaio foi contratado pelo América de Natal. Seu primeiro clube no Brasil. Contudo, o atleta ainda não desembarcou na capital potiguar.